# Lijst van Deense ministers van Volksgezondheid

## Ministers van Volksgezondheid van Denemarken (1987–heden)
| Minister van Volksgezondheid     | Minister van Volksgezondheid | Minister van Volksgezondheid      | Ambtstermijn      | Ambtstermijn          | Partij(en)       | Premier(s)                          | Kabinet(en)          | Overige functie(s)                        |
| -------------------------------- | ---------------------------- | --------------------------------- | ----------------- | --------------------- | ---------------- | ----------------------------------- | -------------------- | ----------------------------------------- |
|                                  |                              | Agnete Laustsen (1935–2018)       | 10 september 1987 | 4 juni 1988           | DKF              | Poul Schlüter (1982–1993)           | Schlüter II          |                                           |
|                                  |                              | Elsebeth Kock- Petersen (1949)    | 4 juni 1988       | 8 december 1989       | VDL              | Poul Schlüter (1982–1993)           | Schlüter III         |                                           |
|                                  |                              | Ester Larsen (1936)               | 8 december 1989   | 25 januari 1993       | VDL              | Poul Schlüter (1982–1993)           | Schlüter III         |                                           |
| VDL                              | Schlüter IV                  | Ester Larsen (1936)               | 8 december 1989   | 25 januari 1993       |                  | Poul Schlüter (1982–1993)           |                      |                                           |
|                                  |                              | Torben Lund (1950)                | 25 januari 1993   | 28 september 1994     | SD               | Poul Nyrup Rasmussen (1993–2001)    | P.N. Rasmussen I     |                                           |
|                                  |                              | Yvonne Herløv Andersen (1942)     | 28 september 1994 | 30 december 1996      | CD               | Poul Nyrup Rasmussen (1993–2001)    | P.N. Rasmussen II    |                                           |
|                                  |                              | Birte Weiss (1941)                | 30 december 1996  | 24 maart 1998         | SD               | Poul Nyrup Rasmussen (1993–2001)    | P.N. Rasmussen III   | Minister van Binnenlandse Zaken (1996–97) |
|                                  | Carsten Koch                 | Carsten Koch (1945)               | 24 maart 1998     | 23 februari 2000      | SD               | Poul Nyrup Rasmussen (1993–2001)    | P.N. Rasmussen IV    |                                           |
|                                  |                              | Sonja Mikkelsen (1955)            | 23 februari 2000  | 20 december 2000      | SD               | Poul Nyrup Rasmussen (1993–2001)    | P.N. Rasmussen IV    |                                           |
|                                  |                              | Arne Rolighed (1947)              | 20 december 2000  | 27 november 2001      | SD               | Poul Nyrup Rasmussen (1993–2001)    | P.N. Rasmussen IV    |                                           |
|                                  | Lars Løkke Rasmussen         | Lars Løkke Rasmussen (1964)       | 27 november 2001  | 23 november 2007      | VDL              | Anders Fogh Rasmussen (2001–2009)   | A.F. Rasmussen I     | Minister van Binnenlandse Zaken           |
| A.F. Rasmussen II                | Lars Løkke Rasmussen         | Lars Løkke Rasmussen (1964)       | 27 november 2001  | 23 november 2007      | VDL              | Anders Fogh Rasmussen (2001–2009)   |                      | Minister van Binnenlandse Zaken           |
|                                  |                              | Jakob Axel Nielsen (1967)         | 23 november 2007  | 23 februari 2010      | DKF              | Anders Fogh Rasmussen (2001–2009)   | A.F. Rasmussen III   |                                           |
| Lars Løkke Rasmussen (2009–2011) | L.L. Rasmussen I             | Jakob Axel Nielsen (1967)         | 23 november 2007  | 23 februari 2010      | DKF              |                                     |                      |                                           |
| Lars Løkke Rasmussen (2009–2011) | L.L. Rasmussen I             |                                   | Bertel Haarder    | Bertel Haarder (1944) | 23 februari 2010 | 3 oktober 2011                      | VDL                  | Minister van Binnenlandse Zaken           |
| Lars Løkke Rasmussen (2009–2011) | L.L. Rasmussen I             | Minister voor Noorse Samenwerking | Bertel Haarder    | Bertel Haarder (1944) | 23 februari 2010 | 3 oktober 2011                      | VDL                  |                                           |
|                                  | Astrid Krag                  | Astrid Krag (1982)                | 3 oktober 2011    | 30 januari 2014       | SF               | Helle Thorning- Schmidt (2011–2015) | Thorning- Schmidt I  |                                           |
|                                  | Nick Hækkerup                | Nick Hækkerup (1968)              | 30 januari 2014   | 27 juni 2015          | SD               | Helle Thorning- Schmidt (2011–2015) | Thorning- Schmidt II |                                           |
|                                  | Sophie Løhde                 | Sophie Løhde (1983)               | 28 juni 2015      | 28 november 2016      | VDL              | Lars Løkke Rasmussen (2015–2019)    | L.L. Rasmussen II    |                                           |
|                                  | Ellen Trane Nørby            | Ellen Trane Nørby (1980)          | 28 november 2016  | 27 juni 2019          | VDL              | Lars Løkke Rasmussen (2015–2019)    | L.L. Rasmussen III   |                                           |
|                                  | Magnus Heunicke              | Magnus Heunicke (1975)            | 27 juni 2019      | 15 december 2022      | SD               | Mette Frederiksen (2019–heden)      | Frederiksen I        |                                           |
|                                  | Sophie Løhde                 | Sophie Løhde (1983)               | 15 december 2022  | heden                 | VDL              | Mette Frederiksen (2019–heden)      | Frederiksen II       | Minister van Binnenlandse Zaken           |